# Ardengo Soffici
Ardengo Soffici (Rignano sull'Arno, 7 aprile 1879 – Vittoria Apuana, 19 agosto 1964) è stato un pittore, scrittore, poeta e saggista italiano.

## Biografia

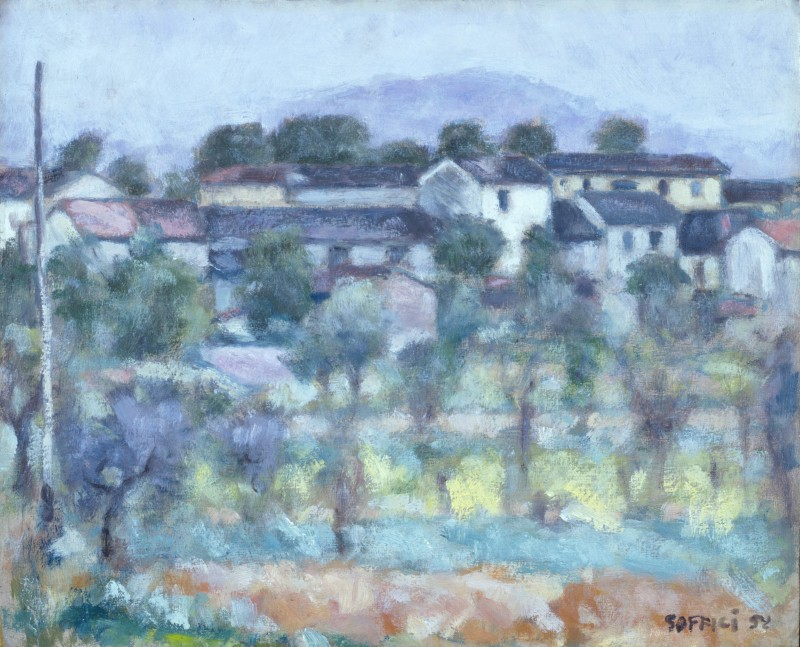
Ardengo Soffici, Veduta serale del Poggio, 1952 (Fondazione Cariplo).

Nato da famiglia di agiati agricoltori, Egle Zoraide Turchini, proprietaria di una filanda di seta, e Giovanni Soffici, nella primavera del 1893 si trasferì a Firenze con i suoi e assistette, senza nulla poter fare, alla rovina finanziaria del padre che condusse la famiglia alla povertà.

### Vocazione per l'arte
I suoi studi, indirizzati verso l'arte e solo marginalmente verso la letteratura, furono presto interrotti ed egli dovette cercarsi un lavoro presso lo studio di un avvocato fiorentino. Risalgono a questo periodo i suoi contatti con un ristretto gruppo di giovani artisti che si muovevano intorno all'Accademia delle Arti e alla Scuola del Nudo, dove erano maestri Giovanni Fattori e Telemaco Signorini. Tra gli artisti che conobbe all'Accademia di Firenze si ricorda lo scultore e pittore emiliano Giuseppe Graziosi, con cui instaurò un rapporto di fraterna e duratura amicizia. Soffici giunse attraverso la pittura nel mondo della cultura e da autodidatta divenne scrittore.

### Il soggiorno parigino
Era intanto morto il padre, e la madre si era trasferita presso alcuni parenti a Poggio a Caiano; così Soffici nel 1900 decise di abbandonare l'ambiente ristretto in cui viveva e, imitando alcuni amici artisti, tra cui Giuseppe Graziosi, si recò a Parigi. A Parigi Soffici lavora come illustratore su riviste importanti come L'Assiette au Beurre; è malpagato e conduce una vita di stenti e rinunce. Qui però ha la possibilità di incontrare artisti emergenti e già affermati come Guillaume Apollinaire, Pablo Picasso e Max Jacob, e frequentare il mondo vivace che si era formato intorno alla rivista La plume.
Per quest'ultima e per L'Europe artiste scrive numerosi articoli. Importanti anche gli incontri con artisti e scrittori italiani, come Giovanni Vailati, Emilio Notte, Mario Calderoni, Giovanni Papini e Giuseppe Prezzolini, con il quale, nonostante la diversità di carattere, al ritorno in Italia stringerà una forte amicizia. È in questo periodo che si formano le radici di Soffici scrittore. Egli infatti inizia a scrivere articoli di critica d'arte, che invia al Papini. Gli articoli saranno pubblicati sul Leonardo con lo pseudonimo di Stefan Cloud ("nuvola di corone", ma forse solo "Stefano Nuvola").

### Il ritorno in Italia
Rientrato a Firenze nel 1907 e stabilitosi a Poggio a Caiano, Soffici consolida la sua amicizia con Papini, che incontrava al caffè Paszkowski o invitava nella casa del Poggio a Caiano. Di quell'epoca è anche l'amicizia con Giuseppe Prezzolini, col quale fondò La Voce nel 1908; egli ne disegna la testata e in seguito, con la cura delle rubriche d'arte, ne diventa uno dei più impegnati collaboratori.

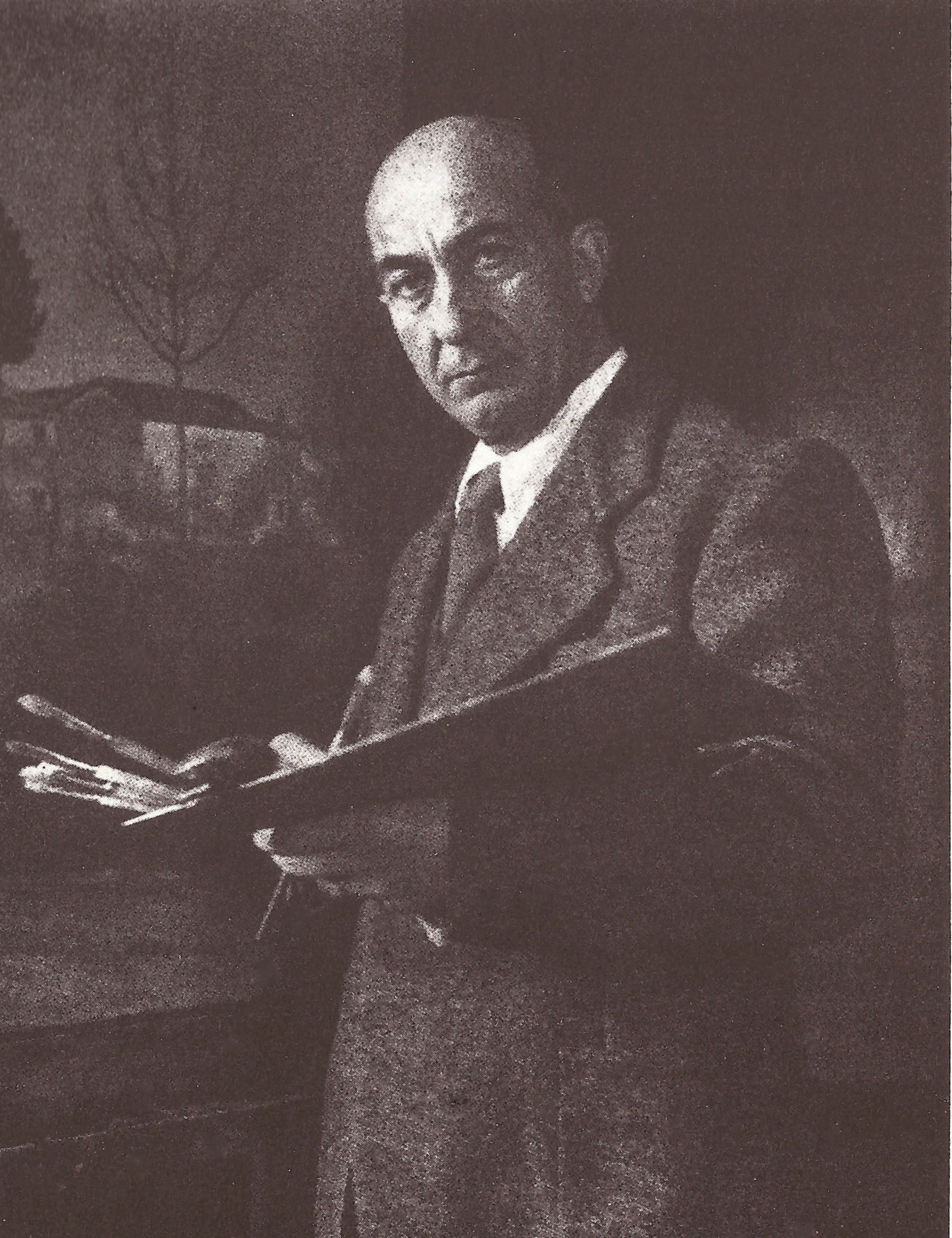
Ardengo Soffici nel suo studio nel 1928

Contemporaneamente inizia la collaborazione a una singolare rivista mensile, La Riviera Ligure, pubblicata dai fratelli Angiolo Silvio e Mario Novaro a Oneglia, alla quale contribuivano con i loro scritti Giovanni Pascoli, Grazia Deledda, Giovanni Marradi, Luigi Pirandello, Francesco Chiesa e gli allora meno noti Marino Moretti e Massimo Bontempelli.
Intanto, grazie alla guida di Papini e Prezzolini e alla parte attiva che egli prende nelle discussioni e nelle polemiche tra idealisti, materialisti, spiritualisti, romantici, classicisti e modernisti dell'arte, si allarga il suo orizzonte culturale. Nel 1913, insieme con Giovanni Papini e Aldo Palazzeschi, fonda la rivista futurista Lacerba, che sarà pubblicata fino al 1915. In questo periodo (1910) Soffici ritorna a Parigi, dove viene a conoscenza dell'opera di Arthur Rimbaud, poeta allora quasi ignoto in Italia: nel 1911 pubblicherà nei Quaderni de La Voce una monografia su di lui.

### Lo scontro con i futuristi
Rientrato in Italia nel 1911, visita una mostra di opere futuriste a Milano riportandone, come egli stesso dice, una "delusione sdegnosa", che manifesta in un articolo di critica su La Voce. La reazione dei futuristi è violenta: Marinetti, Russolo, Boccioni e Carrà raggiungono Soffici a Firenze mentre siede al caffè delle "Giubbe Rosse" in compagnia di Prezzolini e Rosso. Boccioni schiaffeggia Soffici e dalla reazione di costui e dei suoi amici nasce una rissa furibonda, sedata da un commissario di polizia. Il tumulto si rinnova la notte seguente alla stazione di Santa Maria Novella, quando Soffici e i suoi amici Prezzolini, Slataper e Spaini vogliono rendere la pariglia ai futuristi in partenza per Milano. Lo scontro causerà grande clamore sulla stampa e ottima pubblicità per entrambe le fazioni.
La riconciliazione con i futuristi avverrà più tardi, grazie alla mediazione dell'amico Aldo Palazzeschi, seguita dalla sua adesione al movimento.

### Gli anni di "Lacerba"
(Stralcio del programma di Lacerba)

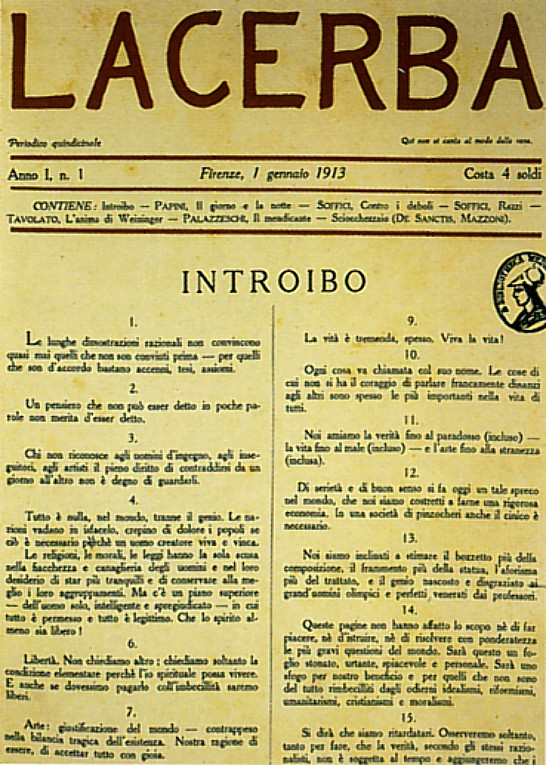
Il primo numero della rivista Lacerba cofondata da Soffici, 1º gennaio 1913

Con il passare del tempo l'insofferenza di Soffici e di Papini per Prezzolini si acutizza, a causa dell'impostazione positivista con la quale quest'ultimo dirige La Voce. La rivista pubblicava infatti dei Quaderni aperti a ogni tendenza e ai più disparati argomenti, a somiglianza dei Cahiers de la Quinzaine, pubblicati a Parigi a cura di Charles Péguy; ma Prezzolini era ancorato a una formula "scientifica", mentre Papini e Soffici erano maggiormente aperti verso la letteratura e la poesia.
Il 1º gennaio 1913 Soffici, insieme con Papini, fonda la rivista Lacerba, che diventa l'organo ufficiale del futurismo. Il 21 febbraio 1913 partecipa alla storica "serata" futurista del teatro Costanzi, a Roma. Nello stesso anno promuove la prima mostra futurista a Firenze e la tumultuosa serata futurista al Teatro Verdi. Nel 1914 pubblica con Papini "L'almanacco purgativo" e produce le opere più significative della sua stagione futurista, in cui dialoga con Cézanne e con i cubisti, influenzando molti altri aderenti al movimento dell'area fiorentina tra cui Primo Conti, Roberto Iras Baldessari ed Emilio Notte. Alla fine del 1914 avviene la rottura con il movimento futurista milanese, siglata dal noto articolo di Papini "Il cerchio si chiude", apparso su Lacerba del 14 febbraio. La polemica è incentrata sul cosiddetto "marinettismo", considerato intriso di modernolatria e del culto per la macchina. Nello stesso anno pubblica Cubismo e oltre e Arlecchino. Nel 1915 appariranno invece per le Edizioni della Voce Giornale di bordo e BÏF§ZF+18. Simultaneità e chimismi lirici, che già dall'inconsueto titolo annuncia sperimentazioni letterarie condotte sul registro degli elementi strutturali della poesia.
In quel tempo incontra anche Dino Campana, che gli affida il manoscritto de Il più lungo giorno sperando di trovare in lui, grazie all'ampia conoscenza che egli aveva dell'ambiente culturale dell'epoca, un aiuto per la pubblicazione della raccolta. Ma Soffici non dà riscontro alla richiesta, e anzi dimentica il manoscritto in una soffitta, dove verrà poi ritrovato dopo la sua morte. Lo smarrimento del manoscritto costrinse il poeta di Marradi a riscrivere a memoria l'intero poema.

### La partecipazione alla guerra
Giunse la guerra, che Soffici aveva con forza auspicato sui fogli del Lacerba come reazione contro la "Kultur" germanica, considerata una minaccia mortale per l'intera umanità, ed egli si arruolò come volontario partecipando a diversi combattimenti sulla Bainsizza, restando ferito due volte. Da questa esperienza nasce il Kobilek-Giornale di battaglia (1918) e dall'esperienza seguente a Caporetto, come ufficiale addetto all'ufficio propaganda della 2ª Armata, nel 1917, La ritirata del Friuli, che uscirà nel 1919.

### Il Soffici del primo dopoguerra

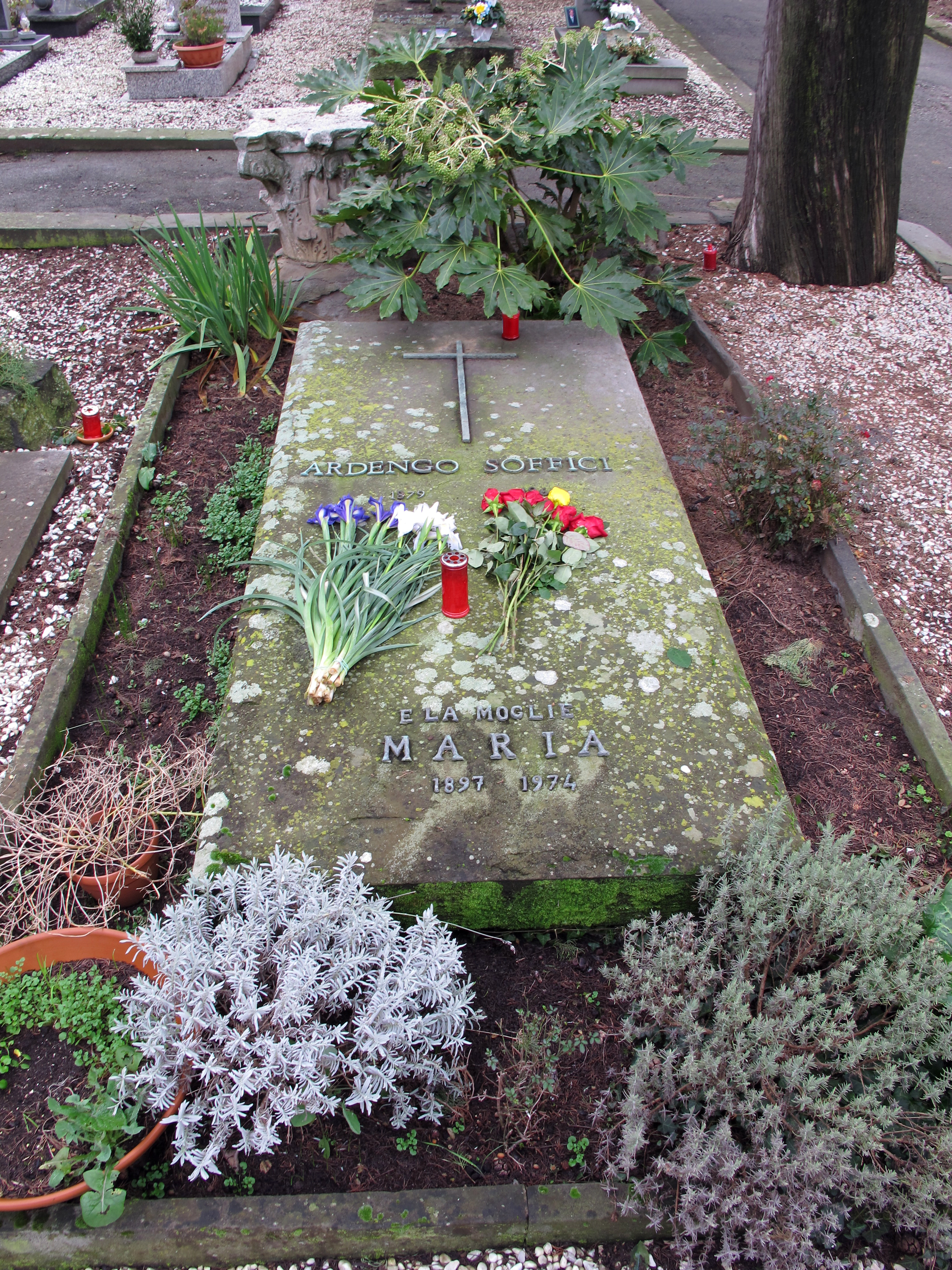
La tomba di Soffici nel cimitero di Poggio a Caiano

Terminata la guerra Soffici diventa collaboratore de Il Popolo d'Italia, del Corriere della Sera, di cui diresse la terza pagina, e di Galleria (mensile del Corriere Italiano). Nel 1919 fonda con Papini la rivista La Vraie Italie, che mira a un'intesa intellettuale tra l'Italia e gli altri Paesi europei: la rivista cessa le pubblicazioni dopo 12 numeri.

### Soffici e il fascismo
Intanto, con il trascorrere degli anni, si andava manifestando un "uomo diverso". Il Soffici che aveva fatto conoscere agli amici fiorentini Cézanne, i cubisti e Apollinaire, e che aveva espresso e ravviato l'entusiasmo per Rimbaud, ripiega verso uno stile decoroso e foscoliano classico, e in politica aderisce al fascismo.
Nel 1925 firma il Manifesto degli intellettuali fascisti, e l'anno dopo inizia la collaborazione a L'Italiano di Leo Longanesi. Ricevette il "Premio Mussolini" dell'Accademia d'Italia per la pittura nel 1932.
Nel 1937 si allontana da Mussolini, ma rimarrà fedele al regime fino alla sua caduta. Nel 1938 firmò, come molti altri intellettuali italiani, il manifesto della razza, pubblicato sui giornali,  in appoggio alle leggi razziali appena emanate. Nel 1939, su proposta di Mussolini, fu nominato accademico d’Italia per la classe delle Arti.
Dopo l'armistizio di Cassibile dell'8 settembre 1943 aderisce alla Repubblica Sociale Italiana e, insieme a Barna Occhini, fonda la rivista Italia e Civiltà, che esce per 23 numeri nel 1944, propugnando l'amor patrio, il carattere sociale del fascismo e la fedeltà ai tedeschi. Nel dicembre 1944 viene arrestato per collaborazionismo e internato, insieme a Occhini, nel campo di concentramento di Collescipoli, vicino a Terni, fino a luglio 1945.

### Nel secondo dopoguerra
Nel 1946 viene assolto per insufficienza di prove.
Nel 1948 torna a esporre, a Firenze. Negli anni 1949-1950, Ardengo Soffici aderisce al progetto dell'importante collezione Verzocchi (avente a tema Il lavoro nella pittura contemporanea e attualmente conservata presso la Pinacoteca civica di Forlì), inviando, oltre a un autoritratto, l'opera La vangatura.
Per concludere si ricordano le numerose opere di critica d'arte, da Cubismo e oltre, Cubismo e futurismo, Scoperte e massacri, Statue e fantocci, ecc. fino a Selva, arte che è del 1943 e ai 30 artisti moderni italiani e stranieri che è del 1950.
Nel 1955 ottiene il premio Marzotto per la letteratura. Muore nel 1964 per una trombosi cerebrale. È sepolto nel cimitero di Poggio a Caiano.

## Produzione letteraria

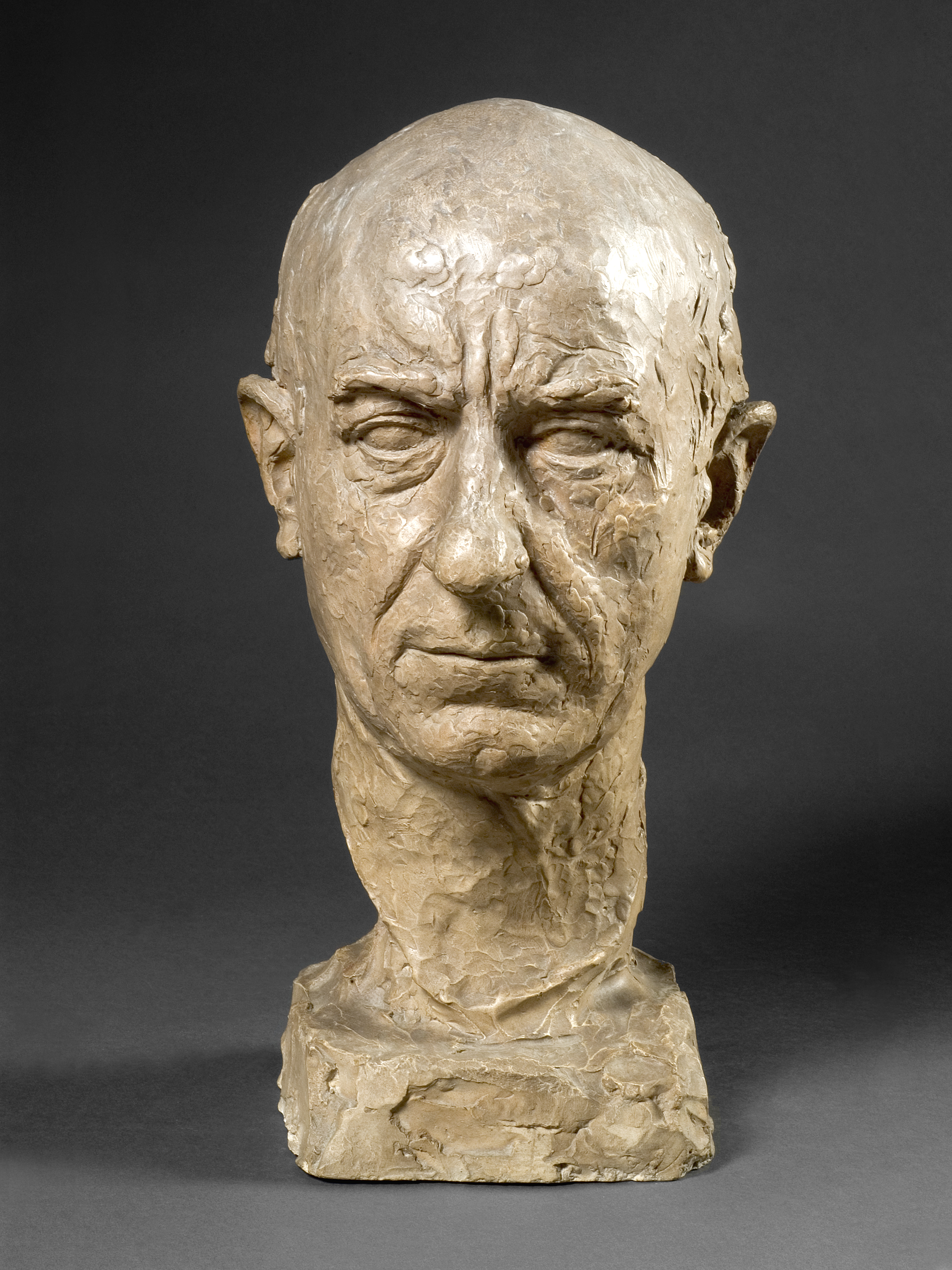
Giuseppe Graziosi
Ritratto di Ardengo Soffici, 1940
Modena, Gipsoteca "Giuseppe Graziosi"

Le origini di Soffici scrittore sono da rintracciare nei Vagabondages lyriques, pubblicati tra il 1904 e il 1906 sulle riviste La Plume e Europe artiste. Seguono i saggi di critica d'arte pubblicati sulla rivista Leonardo con lo pseudonimo di Stefan Cloud; ma la prima vera opera letteraria di Soffici è la stesura definitiva dell'Ignoto toscano, che risale al 1907, nata da una scelta di pensieri, vedute e sentimenti di carattere letterario e religioso.
Il libretto doveva essere titolato Tragedia, oppure Figure (o figure allegre) su fondo nero, volendo, come egli stesso dice in Fine di un mondo, "adombrare con questo titolo la sua concezione dell'universo". Il libretto viene stampato nel 1909 dal tipografo Vallecchi ed è composto da circa trenta pagine, corredate da note sotto forma di una lettera semiseria indirizzata all'ipotetico Professor S.C., e porta una dedica a Filippo Ottonieri, a Didimo Chierico e al dottor Teufeldroeck.
Precedentemente, nel 1908, vi era stato il Saggio su Cézanne pubblicato su Vita d'Arte, che era piaciuto molto a Prezzolini, ed è del 1909 Il caso Rosso e l'impressionismo, che dà inizio alla campagna in favore dello scultore italiano terminata con l'esposizione del 1910 a Firenze delle opere di Medardo Rosso e degli impressionisti francesi. A questi anni risale la traduzione dei racconti più significativi di Čechov, che furono pubblicati sui Quaderni della "Voce" e conosciuti per la prima volta in Italia.
Per la rivista di Papini Cultura dell'anima, Soffici traduce anche, insieme allo scrittore danese Knud Ferlov, In vino veritas di Kierkegaard. Risalgono al 1911 le monografie su Arthur Rimbaud, il poète maudit, primo saggio critico straniero dedicatogli, e su Lemmonio Boreo, che avrebbe dovuto svilupparsi in diversi volumi e avere un significato avventuroso e satirico. Nel 1914 esce L'Arlecchino, una raccolta di prose varie che erano state precedentemente pubblicate su La Voce e su Riviera Ligure e da molti giudicato, insieme a Giornale di bordo, una delle opere più originali di Soffici.
Seguiranno Bïf§zf+18 Simultaneità e chimismi lirici nel 1915, dal titolo e dai contenuti fortemente futuristi (di quest'opera nel 2002 è stata fatta ristampa anastatica dall'editore Vallecchi). Papini scriverà che essi nascono «in uno stranissimo libro album che ha per copertina una compenetrazione di manifesti colorati a mano da lui coi più vivi blu, verdi, gialli, rossi che restassero ancor in Italia dopo la chiusura dell'importazione tedesca. Questo libro è tirato a trecento esemplari, costa cinque lire ed esce durante la guerra, il che vuol dire che sarà letto da pochi. Eppure questo quaderno bizzarro resterà come uno dei punti più significativi e più vitalmente importanti della nostra letteratura».
Sono del 1918–19 i due libri di guerra, Kobilek e La ritirata del Friuli, che hanno la struttura del diario autobiografico. Da La giostra dei tempi a Salti nel tempo, raccolte di pensieri e prose che comprendono scritti che vanno dal 1920 al 1939, si rivela sempre di più un Soffici narratore che non presenta particolari sorprese. Così in Elegia dell'Ambra come nei versi dell'Adunata, pur essendoci un certo gusto neoclassico e riferimenti e cadenze del Leopardi delle Ricordanze e del Foscolo delle Grazie, manca il ritmo poetico.
Nel 1933 esce il Taccuino d'Arno Borghi, un altro giornale di bordo, che raccoglie pagine belle e alcune impressioni rare ma senza particolare evoluzione di stile. Nel 1948 viene riordinato in volume l'Itinerario inglese che era uscito nel 1928 sulla Gazzetta del Popolo e si giunge all'Autoritratto di un artista italiano nel quadro del suo tempo, che reca la data 1951-1955 e che si articola in quattro volumi: L'uva e la croce, Passi tra le rovine, Il salto vitale e Fine di un mondo, nel quale Soffici, con una prosa discorsiva e familiare, narra i casi della sua vita, dall'infanzia alla maturità, fino alla guerra. Per l'Autoritratto gli viene conferito il Premio Marzotto nel 1955.

### Poetica
Soffici, più che un futurista vero e proprio, può essere considerato, come dice nel suo saggio Pier Vincenzo Mengaldo, «un Apollinaire italiano in formato ridotto». Egli infatti era legato alle poetiche recenti per gusto di modernità stilistica come era d'uso a Parigi. Da Marinetti egli coglie la retorica e la tecnica dell'analogia, da Apollinaire l'assenza di punteggiatura, dalla pittura cubo-futurista gli accostamenti fantastici e dal nuovo cinema lo scorrere continuo delle immagini. Soffici usa con estrema disinvoltura un forte plurilinguismo che va dal toscanismo al francesismo, creando l'equivalente lessicale della sua poetica. Una poetica che si può chiamare della simultaneità spaziale e temporale.
In un saggio del 1937 Giuseppe De Robertis scrive che «l'arte più vera di Soffici è arte solare o (...) arte festiva, la primavera l'estate l'autunno, non l'inverno, se non quando dà segni del tempo rinascente». Continua dicendo che è lontana dall'impressionismo, «come può essere l'arte di un Comisso (...), essa ha invece ha una dolce lineatura, direi quasi classica (...) L'opposto giusto di ciò che Serra diceva accadere al Pascoli». In pittura così va intesa, ad esempio, la sua adesione a Valori plastici che rappresenta l'abbandono «di quei principi di modernità, di partecipazione dell'arte al fervore creativo della vita moderna, che erano stati propri del futurismo».
In occasione di una rassegna del 1991 che Poggio a Caiano dedica ad Ardengo Soffici esce un Catalogo dove Mario Richter, esaminando l'opera dell'artista nel corso del tempo, scrive che quanto divide Soffici da Giorgio de Chirico, uno dei protagonisti del nuovo classicismo di Valori plastici, risiede proprio nella valutazione dell'Impressionismo, «il grande movimento francese che fu sempre ragione profonda e irrinunciabile del fare artistico di Soffici, mentre agli occhi di De Chirico apparve soltanto un inutile sforzo realistico (...)».

## Opere

### Pittura
- Il metro (1911) olio su cartone
- Bottiglia bianca e mela (1919), olio su tela
- La vangatura (1949-1950)

### Poesia
- Bif& ZF + 18 = Simultaneità – Chimismi lirici , Edizioni della "Voce", Firenze 1915
- Elegia dell'Ambra, Firenze 1927
- Marsia e Apollo, Vallecchi, Firenze 1938
- Thréne pour Guillame Apollinaire, Milano 1927

### Narrativa e prosa
- Ignoto toscano, Firenze 1909
- Lemmonio Boreo, Libreria della "La Voce", Firenze 1912
- Arlecchino , Firenze 1914
- Giornale di bordo, Libreria della "La Voce", Firenze 1915
- Kobilek: giornale di battaglia, Vallecchi, Firenze 1918
- La giostra dei sensi, Firenze 1918
- La ritirata del Friuli, Vallecchi, Firenze 1919
- Rete mediterranea, Firenze 1920
- Battaglia fra due vittorie, Firenze 1923
- Ricordi di vita artistica e letteraria, Firenze 1931
- Taccuino di Arno Borghi, Firenze 1933
- Ritratto delle cose di Francia, Roma 1934
- L'adunata, Firenze, 1936
- Itinerario inglese, Firenze 1948
- Autoritratto d'artista italiano nel quadro del suo tempo: 1. L'uva e la croce, Firenze 1951, 2. Passi tra le rovine, Firenze 1952, 3. Il salto vitale, Firenze 1954 4. Fine di un mondo, Firenze 1955
- D'ogni erba un fascio. Racconti e fantasie, Firenze 1958
- 1939-1945, (con G. Prezzoloni), Milano 1962

### Saggistica
- Il caso Medardo Rosso e l'impressionismo, Firenze 1909
- Arthur Rimbaud, Firenze 1911
- Cubismo e oltre, Firenze 1913
- Cubismo e futurismo, Firenze 1914
- Serra e Croce, Firenze 1915
- Cubismo e futurismo e oltre, Firenze 1919
- Scoperte e massacri, Firenze 1919
- Primi principi di un'estetica futurista, Firenze 1920
- Giovanni Fattori, Roma 1921
- Armando Spadini, Firenze 1925
- Carlo Carrà, Milano 1928
- Periplo dell'arte, Firenze 1928
- Medardo Rosso: 1858-1928, Firenze 1929
- Ugo Bernasconi, Milano 1934
- Apollinaire, Firenze 1937
- Salti nel tempo, Firenze 1938
- Selva: arte, Firenze 1938
- Trenta artisti moderni italiani e stranieri, Firenze 1950

### Epistolari
- G. Prezzolini – A. Soffici, Carteggio. I. 1907-1918, a cura di M. Richter, Roma, Edizioni di Storia e Letteratura, 1977.
- G. Ungaretti, "Lettere a Soffici 1917-1930", a cura di P. Montefoschi e L. Piccioni, Sansoni, Firenze, 1981.
- G. Prezzolini – A. Soffici, Addio a Papini, a cura di M. Attucci e L. Corsetti, Poggio a Caiano – Prato, Associazione Culturale Ardengo Soffici – Pentalinea, 2006.
- A. Soffici – U. Bernasconi, Carteggio 1923-1960, a cura di M. d'Ayala Valva, Poggio a Caiano – Prato, Associazione Culturale Ardengo Soffici – Pentalinea, 2008.
- A. Soffici, "Vedo che il cielo tende a schiarirsi..."."Lettere a Stanislao Paszkowski (1945-1946)", a cura di Anna Casini Paszkowski, Poggio a Caiano – Prato, Associazione Culturale Ardengo Soffici – Pentalinea, 2008.
- Marco Moretti, Ardengo Soffici a Dilvo Lotti. Lettere inedite 1940-1963, Ed. Pentalinea, 2002.
- A. Soffici, S. Férat, H. d'Oettingen, Correspondance 1903-1964, édition établie par B. Meazzi, postface de F. Livi, Lausanne, L'Âge d'Homme, 2013.

### Archivio personale
Presso l'Archivio di Stato di Firenze è depositato il suo archivio personale contenente lettere, carte personali, taccuini e diari, manoscritti e bozze, ritagli di giornali con suoi articoli, rassegne stampa su di lui, cataloghi di mostre, foto.

## Documentari
Marco Moretti, "Ardengo Soffici, vita e opere",1994. Nel documentario "Scrivimi a lungo, scrivimi tante cose... lettere dei soldati italiani della Grande Guerra" (2008) del regista veronese Mauro Vittorio Quattrina, relativamente all'importanza della corrispondenza di guerra dei soldati, sono riportati alcuni passi del diario Kobilek-Giornale di battaglia (1918) di Ardengo Soffici.